# Mandalgarh
Mandalgarh là một thành phố và khu đô thị của quận Bhilwara thuộc bang Rajasthan, Ấn Độ.

## Địa lý
Mandalgarh có vị trí 25°12′B 75°06′Đ / 25,2°B 75,1°Đ Nó có độ cao trung bình là 382 mét (1253 feet).

## Nhân khẩu
Theo điều tra dân số năm 2001 của Ấn Độ, Mandalgarh có dân số 20.161 người. Phái nam chiếm 51% tổng số dân và phái nữ chiếm 49%. Mandalgarh có tỷ lệ 50% biết đọc biết viết, thấp hơn tỷ lệ trung bình toàn quốc là 59,5%: tỷ lệ cho phái nam là 63%, và tỷ lệ cho phái nữ là 36%. Tại Mandalgarh, 15% dân số nhỏ hơn 6 tuổi.